# 10368 Kozuki
10368 Kozuki (1995 CM1) là một tiểu hành tinh vành đai chính được phát hiện ngày 7 tháng 2 năm 1995 bởi T. Kobayashi ở Oizumi.